# Hansi Müller
Hansi Müller (Stuttgart, 27 juli 1957) is een (West-)Duits voormalig voetballer die speelde als middenvelder. Hij is (gedeeltelijk) van Joegoslavische komaf (provincie Vojvodina, in het huidige Servië, in welke regio zijn beide ouders geboren werden). Een bijnaam van hem was 'de Braziliaan van Stuttgart', wegens zijn spelstijl en techniek. Voor een middenvelder scoorde hij veel, gemiddeld 0,35 goals per duel voor VfB Stuttgart (65 goals: 186 duels), ruim 1 goal per 3 duels.

## Spelerscarrière
Müller maakte zijn debuut voor VfB Stuttgart in 1975 en speelde er tot en met het seizoen 1981/1982. In het seizoen 1976/1977 werd hij met VfB Stuttgart kampioen van de 2de Bundesliga, Gruppe Süd, beste van de 20 clubs, met een doelsaldo van +64 (100:36) in 38 duels. Hierdoor speelde Stuttgart vanaf het seizoen 1977/78 in de 1ste Bundesliga, Stuttgart eindigde toen direct als 4de. Mullers beste seizoen met VfB Stuttgart in de West-Duitse Bundesliga, was het seizoen 1978/1979. Stuttgart finishte toen als 2de van de 18 clubs, en behaalde een doelsaldo van +39 (73:34) in 34 duels. Ook in 1979/80 en 1980/81 eindigde Stuttgart in de top van de Bundesliga, beide keren als 3de. Het seizoen 1981/82 verliep moeizamer, Stuttgart finishte in de middenmoot, als 9de. Müller maakte half 1982 de overstap naar Inter Milaan en speelde er twee seizoenen. Van 1984 tot 1985 speelde hij voor Calcio Como en verhuisde naar Tirol Innsbruck waarmee hij in 1989 en 1990 landskampioen werd en in 1988 de beker won.
Hij speelde 42 interlands voor West-Duitsland waarin hij vijf keer kon scoren. Hij nam met de ploeg deel aan het WK voetbal 1978, EK voetbal 1980 waar ze wonnen en het WK voetbal 1982 waar ze tweede werden.

## Functionaris
In september 1999 werd Hansi Müller lid van de raad van bestuur van VfB Stuttgart als directeur marketing en public relations. Hij werd door VfB-commissarisvoorzitter Heinz Bandke aangesteld als tegenwicht voor de clubvoorzitter Gerhard Mayer-Vorfelder en bestuurslid Ulrich Schäfer. Samen met zijn collega in het bestuur Karlheinz Förster en de raad van commissarissen heeft Müller in de zomer van 2000 kunnen zegevieren tegen Mayer-Vorfelder, die zijn functie neerlegde en verdere financiële risico's wilde nemen in plaats van een jong team op te bouwen. Nadat VfB-sportdirecteur Karlheinz Förster in januari 2001 ontslag nam vanwege een conflict over verantwoordelijkheden kwam Müller, die ervan werd beschuldigd Förster te hebben weggeduwd, zelf onder druk te staan en nam hij een week later ook ontslag.
Müller was ambassadeur voor het WK voetbal 2006 voor de WK-stad Stuttgart en ambassadeur voor de gaststad Innsbruck voor het EK voetbal 2008.
Op 17 juli 2011 werd Hansi Müller tijdens de algemene vergadering van VfB Stuttgart in de raad van commissarissen van de club verkozen. Begin mei 2015 nam hij ontslag wegens een indiscretie met betrekking tot de invulling van de functie van hoofdcoach van de club.

## Erelijst
Tirol Innsbruck
- Bundesliga: 1988/89, 1989/90
- ÖFB-Cup: 1987/88

 West-Duitsland
- Europees kampioenschap voetbal: 1980

1 Maier ·
2 Vogts  ·
3 Dietz ·
4 Rüssmann ·
5 Kaltz ·
6 Bonhof ·
7 Abramczik ·
8 Zimmermann ·
9 Fischer ·
10 Flohe ·
11 Rummenigge ·
12 Schwarzenbeck ·
13 Konopka ·
14 D. Müller ·
15 Beer ·
16 Cullmann ·
17 Hölzenbein ·
18 Zewe ·
19 Worm ·
20 H. Müller ·
21 Kargus ·
22 Burdenski ·
Coach: Schön
1 Schumacher ·
2 Briegel ·
3 Cullmann ·
4 K. Förster ·
5 Dietz  ·
6 Schuster ·
7 B. Förster ·
8 Rummenigge ·
9 Hrubesch ·
10 Müller ·
11 Allofs ·
12 Memering ·
13 Bonhof ·
14 Magath ·
15 Stielike ·
16 Zimmermann ·
17 Del'Haye ·
18 Matthäus ·
19 Votava ·
20 Kaltz ·
21 Junghans ·
22 Immel ·
Coach: Derwall
1 Schumacher ·
2 Briegel ·
3 Breitner ·
4 K. Förster ·
5 B. Förster ·
6 Dremmler ·
7 Littbarski ·
8 Fischer ·
9 Hrubesch ·
10 Müller ·
11 Rummenigge  ·
12 Hannes ·
13 Reinders ·
14 Magath ·
15 Stielike ·
16 Allofs ·
17 Engels ·
18 Matthäus ·
19 Hieronymus ·
20 Kaltz ·
21 Franke ·
22 Immel ·
Coach: Derwall